# Costus ricus
Costus ricus ist eine Pflanzenart aus der Familie der Costaceae. Sie findet sich nur in Costa Rica.

## Merkmale
Costus ricus ist eine krautige Pflanze und erreicht eine Wuchshöhe von bis zu 2 Meter. Die oberseits dicht steifbehaarten, unterseits dicht seidenhaarigen bis kahlen Blätter sind an ihrem Rand sowie entlang der Mittelrippe ebenso dicht drahtig behaart wie an der Blattscheide und dem Blattstiel.
Die Blatthäutchen sind ungleich und zweigelappt. Die zapfenartigen, runden bis eiförmigen Blütenstände sind 4 bis 7 Zentimeter lang und haben einen Durchmesser von 4 bis 5 Zentimeter, während der Reife sind sie bis zu 12 Zentimeter lang. Die Tragblätter sind rot bis orange, am äußeren Ende gelegentlich zurückgebogen. 
Die Krone ist dicht behaart, das röhrenförmige Labellum orange bis rot.

## Verbreitung
Costus ricus ist in Costa Rica endemisch auf der Osa-Halbinsel und in umliegenden Regionen.

## Systematik
Die Art wurde erst 1997 von Paulus Johannes Maria Maas und seiner Frau Hillegonda Maas-van de Kamer erstbeschrieben.